# Ultraaricia modicior
Ultraaricia modicior är en fjärilsart som beskrevs av Ruggero Verity 1938. Ultraaricia modicior ingår i släktet Ultraaricia och familjen juvelvingar. Inga underarter finns listade i Catalogue of Life.